# Maurice Langlois-Meurinne
Maurice Langlois-Meurinne est un homme politique français né le 27 juin 1873 à Paris et décédé le 4 février 1943 à Chevrières (Oise).
Ingénieur de l'École Centrale des Arts et Manufactures (Promotion 1897), il se consacre très vite à l'exploitation de ses domaines agricoles. Conseiller municipal puis conseiller général, il est sénateur de l'Oise de 1924 à 1933, inscrit au groupe de l'Union républicaine. Il intervient surtout sur les questions agricoles et fiscales.

## Sources
- « Maurice Langlois-Meurinne », dans le Dictionnaire des parlementaires français (1889-1940), sous la direction de Jean Jolly, PUF, 1960 [détail de l’édition]